# Kultura Botai

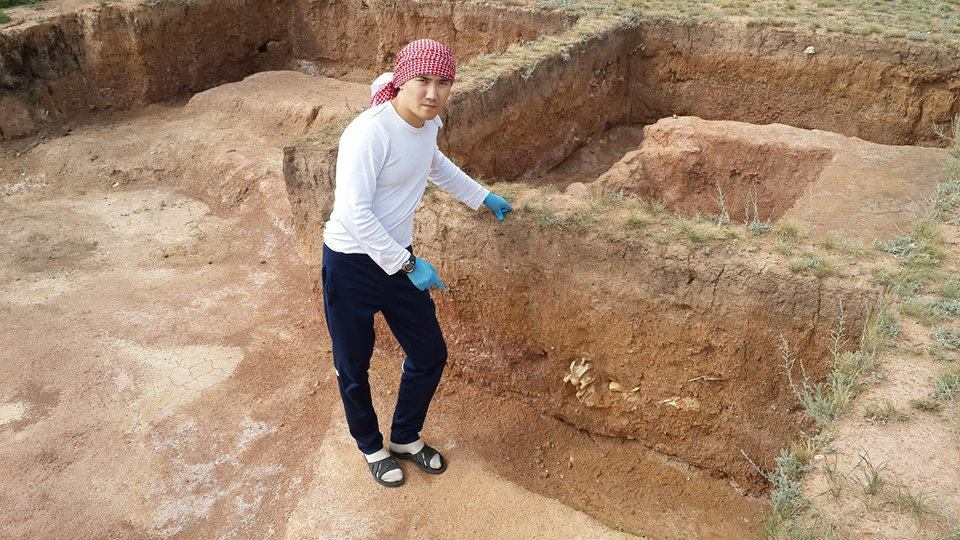
Pozostałości starożytnej osady w Botai w Kazachstanie

Kultura Botai – prehistoryczna kultura archeologiczna z terenu dzisiejszego północnego Kazachstanu, datowana na lata ok. 3700–3100 p.n.e. Nazwa pochodzi od miejscowości Botai w Kazachstanie. Zdaniem naukowców ludzie związani z tą kulturą jako jedni z pierwszych na świecie udomowili konie.

## Badania archeologiczne
Badania tej kultury przeprowadzali Sandra Olsen i Alan Outran. Odkryto ślady ponad 160 chat i konstrukcji przypominającej zagrodę dla zwierząt. Przebadano także szkielety końskie znajdując dowody na udomowienie konia (szczuplejsze nogi, kości grzbietowe nosiły ślady dźwigania ciężarów), na szkliwie zębów wykryto charakterystyczne ślady po wędzidle. Dodatkowo w naczyniach wykryto resztki kobylego mleka.
Ludzie związani z kulturą Botai tworzyli proste naczynia z ceramiki.
Być może można łączyć czas udomowienia konia przez kulturę Botai z jedną z hipotez o pochodzeniu i ekspansji Indoeuropejczyków.

## Rekonstrukcja języka
Profesor Asko Parpola sądzi, że języka używanego przez ludzi kultury Botai nie można jednoznacznie utożsamić z żadną rodziną językową. Spekuluje, że protougryjskie słowo lox oznaczające „konia” może być zapożyczeniem z języka ludu Botai.